# 川崎重工業航空宇宙
川崎重工航空宇宙公司（川崎重工业航空宇宙カンパニー，Kawasaki Jūkōgyō Kōkūuchū Kanpanii）是川崎重工業旗下的一家航空航天子公司，始於1918年，最初名為川崎航空機工業株式会社。它負責生产航空器、飛行模擬器、喷气发动机、导弹和其他电子设备。
1930年代和1940年代，該公司为大日本帝國陸軍研發了多种类型的飞机，例如八八式偵察機、九九式雙發輕轟炸機和三式戰鬥機。 1945年同盟國軍事佔領日本后不久，佔領當局決定要讓日本放棄他們自己的的航空工业，於是該公司的飞机工厂被改作其他用途； 1954年3月，日本飞机研發禁令被廢除，日本的航空业得以复苏。 1969年， 該公司重组为川崎重工的正式子公司。
戰後該公司繼續為航空自衛隊和海上自衛隊研發飞机，不過這些飛機很多都是依據其他國家的機型研製，例如Kawasaki P-2J（源自洛克希德P-2海王星巡邏）、 Kawasaki KH-4直升机（源自貝爾47直升機 ）、川崎 KV-107直升机（源自波音 Vertol 107 Model II）和CH- 47J/JA重型直升机。战后自主研發的飞机有川崎 C-1和川崎 C-2军用运输机、Kawasaki KAT-1和川崎 T-4教练机、川崎 OH-1侦察直升机和川崎 P-1海上巡逻机。  